# Український палімпсест
«Український палімпсест» — книга-інтерв'ю польської журналістки Ізи Хруслінської з українською письменницею Оксаною Забужко. Книга вперше вийшла польською мовою 2013 року і згодом українською 2014 року у перекладі Дзвенислави Матіяш.
Видання постало з розмов, які проходили в замку Клічкув в Нижній Силезії. Відповідаючи на питання Ізи Хруслинською, Оксана Забужко описує факти своєї біографії та психологічного становлення, зокрема згадуючи книжки та авторів, які справили на неї вплив (Леся Українка, Сільвія Плат, Ірина Вільде), описуючи свої дитячі та університетські роки, а також досвід за кордоном. Книга містить численні докладні та детальні коментарі з поясненням згадуваних подій, особистостей. Оксана Забужко вводить і пояснює факти, які творять українську культуру наводячи історичні пояснення та наводячи приклади людських доль в різні історичні періоди. Описано також мотивації та особливості творів Оксани Забужко, як художніх, так і літературознавчих. Однією з тем розмов також стали польсько-українські стосунки. Значну увагу приділено Чорнобильській катастрофі та її культурному та політичному значенню. Окремі розділи присвячено Катерині Білокур та Юрію Шевельову.